# Dyke-Davidoff-Masson-Syndrom
Das Dyke-Davidoff-Masson-Syndrom ist eine charakteristische Veränderung an den Schädelknochen (Hirn- und Gesichtsschädel) nach einseitiger Hirnatrophie im frühen Kindesalter. Die Bezeichnung bezieht sich auf die Erstautoren der Erstbeschreibung aus dem Jahre 1933 durch den US-amerikanischen Neuroradiologen Cornelius Gysbert Dyke und die US-amerikanischen Neurochirurgen Leo Max Davidoff und Clement B. Masson.

## Ursache
Zugrunde liegt eine halbseitige Atrophie oder Hypoplasie des Großhirns, meist aufgrund eines Infarktes während der Schwangerschaft, im Neugeborenen- oder Kleinkindesalter.

## Klinische Erscheinungen
Klinische Kriterien sind:
- Krampfanfälle
- Gesichtsasymmetrie
- Hemiparese der Gegenseite
- Geistige Behinderung

## Diagnose
Im Röntgenbild bzw. in der Computertomographie finden sich folgende Veränderungen:
- asymmetrisch verdickte Schädelkalotte (kompensatorisch)
- asymmetrisch erweiterte Pneumatisation der Nasennebenhöhlen und des Mastoid
- einseitige Hirnatrophie
- Anhebung der Felsenbeinkante
- Verlagerung der Falx cerebri zur betroffenen Seite

## Differentialdiagnose
Abzugrenzen sind:
- Hemimegalenzephalie
- Sturge-Weber-Syndrom, eventuell auch assoziiert
- Rasmussen-Enzephalitis